# Daidalos
För andra betydelser, se Daidalos (olika betydelser).

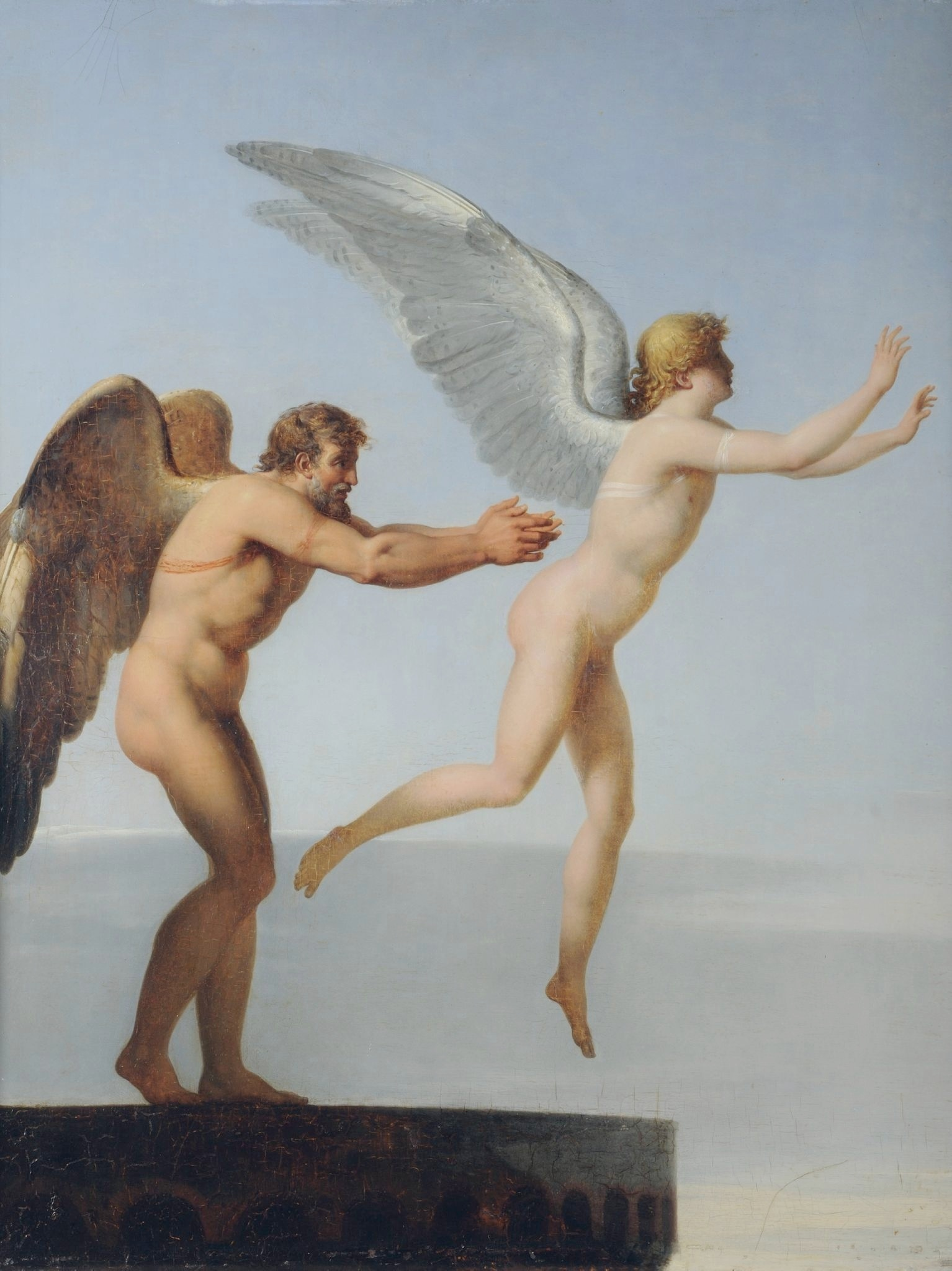
Daidalos och Ikaros

Daidalos (latin: Dædalus) är i grekisk mytologi en arkitekt, hantverkare, uppfinnare och konstnär. Han är känd som uppfinnare av bland annat yxan, sågen och borren. Allmänt är Daidalos att betrakta som en mytisk personifikation av den äldsta grekiska konsten och arbetsskickligheten. Namnet Daidalos betyder "konstnär".
Med anledning av en svår förbrytelse i Aten flydde han till Kreta. Där anställdes han av kung Minos i Knossos och byggde på dennes befallning bland annat en labyrint till fängelse åt vidundret Minotauros. När han sedermera själv blev inspärrad av Minos i labyrinten tog han sig ut ur den och tillverkade åt sig och sin son Ikaros vingar och flög därifrån till Sicilien. Ikaros flög dock för nära solen så att vaxet i vingarna smälte och störtade i det hav som efter honom kallades det ikariska havet.